# Getúlio Vargas
Getúlio Dornelles Vargas (født 19. april 1883, død 24. august 1954) var Brasiliens præsident fra 1930 til 1945 og fra 1950 til sit selvmord i 1954.
Getúlio Vargas blev i 1930 gjort til præsident ved et militærkup. Det blev kaldt Alliança Liberal (den Liberale Alliance), og blev styret af militæret med støtte fra højreorienterede nationalister.
Vargas havde lovet frie, demokratiske valg igen i 1938, men da han indså at han så ikke kunne blive genvalgt i forhold til grundloven, gennemførte han et statskup der gjorde ham til præsident igen. På samme tid introducerede han "Estada Novo" ("Ny Stat"), der var bygget på et fascistisk grundlag. 
I 1950 blev han valgt til præsident. De forrige fem år havde været styret af militæret og folket manglede meget simple ting. Stadig voksede fagforeningerne og presset fra de internationale selskaber blev også større og den 24. august 1954 tog han livet af sig selv.
Vargas efterlod sig et politisk testamente hvor han beskyldte "de mørke kræfter", en henvisning til imperialismen og andre allierede, for at hindre ham i at gennemføre nationale ønsker.

## Ekstern kilde/henvisning
- Leksikon for det 21. århundrede